# 譚雅·馮·提古雷查夫
谭雅·冯·提古雷查夫（日语： Tānya fon Degurechafu），是由日本小说家Carlo Zen创作的轻小说《幼女战记》的主角。

## 角色简介
谭雅的前一世原本是东京某家大企业的人事课长，遭到被裁职员的报复而被推下列车月台，在临死前的那一刻被神 (谭雅称祂为“存在X”) 转生到异世界而变成了一名女性，自此开始了在战火纷飞的异世界中的搏命生活。谭雅这一角色由日本声优悠木碧于2017年在其改编动画中配音，英语版配音则由莫妮卡·里亚尔担任。

## 角色刻画
曾在《OVERLORD》中担任制作人的田中翔被任命为《幼女战记》系列的制作人，田中知道原版轻小说的存在，他以动画化为前提阅读了原著。他在接受记者采访时说：“我当时曾困扰于原作中大量的政治与宗教思想的部分应该怎样在动画中体现，然而原作者Carlo Zen先生对我说‘電視动画有自己的运作方式，所以请专注娱乐就好’，这让我松了口气。”
除了Carlo Zen负责监督電視动画制作之外，大藤玲一郎也作为军事考证研究参与制作团队，动画将由NUT进行创作。虽然原著小说故意不按时间顺序，而是采取从不同人物的角度展开叙事，但電視动画版则将其重构为一个单独的主线故事，并通过谭雅的视角，描述了各个国家的情况。例如，在原著中“莱茵前线”章节的故事分三卷的篇幅叙述，而在电视动画版中，它被浓缩概括为一集，副标题改为“莱茵的恶魔”。
在最初的构思计划中，故事应该按照与原著相同的时间顺序进行；但导演上村泰想像《拯救大兵瑞恩》一样从一开始就吸引观众，勾起观众对谭雅的神秘背景的兴趣。因此在第一集中对谭雅的描写加以简化，故事改为由维夏和雷鲁根的角度展开；此外，在接受杂志《Newtype》采访时，上村也谈到了第二集的开场设定在现代的原因，因为在吊足观众的胃口之后有必要追溯谭雅的过去。制作人田中也在接受采访时说，这部涉及国家间战争的作品中的大多数角色都是男性，而女性角色谭雅与维夏则是异类。
导演上村在接受《Newtype》采访时表示：“如果说原著小说是威士忌，那么动漫将搭配高球，并会围绕谭雅的魅力进行建构。”上村还评价了作品的氛围，他说：“我在阅读原作时就被谭雅、杰图亚将军以及雷鲁根中校迷住了，到了将其制作成动画的时候，我想把他们拿捏得恰到好处，所以从一开始，我就想在整个工作环境中营造一种能让人平静下来的氛围。”上村曾担心要不要让“存在X”出现，他一度想过要去掉“存在X”的角色，但他最终还是为了更好地阐释谭雅的自我保护动机而保留了该角色。此外，“存在X”在第二集中化身为东京站的众多乘客和谭雅的男性前世交谈的剧情则是制作人之一的角木卓哉的灵感。在電視动画版中，为了体现交战各国的特点，武器和战斗方式都被设计得有所不同。

## 角色饰演
在《幼女战记》電視动画版中，由悠木碧饰演主角谭雅·冯·提古雷查夫，其中资深声优负责扮演关键角色，而年轻声优则被起用来饰演谭雅的部下。悠木碧在《幼女战记》与《OVERLORD》的联合发布会上表示：“从试镜筛选的那一刻起，我就觉得演怪物比演少女更有可能胜出。”

## 社会反响
为动画新闻网撰稿的作家尼克·克里默评价道，谭雅与大多数以英雄御宅族或普通年轻人为主角的异世界动漫不同，因为谭雅作为主角是绝对邪恶的。他明确表示：“谭雅的罪行就是我们的罪行。”他还指称资本主义制度使她过去的自我成为了一个无情的精英白领，并由此给她的新自我带来了极恶劣的后果。
动漫评论家藤津亮太将故事中的主角谭雅描述为“只能生活在周围环境中的普通人”以及“有能力与上级一起改变现状的人”。藤津说若按照智力与行动力的比较大致可以分为三个层次：从顶端俯视提古雷查夫少校的“存在X”、谭雅·提古雷查夫少校以及维夏少尉。他还将谭雅对自由的描述做了如下解读：“事实上，提古雷查夫少校的“自由”或许并没有她想象的那么“自由”，她只是夹在普通人与“存在X”之间而不能自拔。‘普通人’和‘存在X’的行为对她的傲慢态度变成了吐槽，观众可能认为她是自由的，尽管她并不是，因为那是现实与角色的差距。”